# لغة برجيد
```
بيرجيد تُعف أيضاٍ باسم (بيركيد، بيرجويد، بيركيت، بيرقد، كاجارا، مورقي بيركد، مورجي) هي 
لغة نوبية
 
منقرضة
 تم التحدث بها في غرب 
السودان
 شمال مدينة 
نيالا
 في 
دارفور
، يذكر اللغوي (Thelwall) إتصاله الأخير مع المتحدثين القدامى في بريجيد في عام 
1972
م.
[
1
]
[
2
]
[
3
]
```

## روابط خارجية
- قاموس بيرجيد الأساسي في قاعدة البيانات المعجمية العالمية